# Globe en œuf d'autruche
Le globe en œuf d'autruche ou globe Missinne est un globe terrestre des années 1500 fabriqué à partir de deux demi-œufs d'autruche. Découvert à Londres en 2012, il pourrait être le plus ancien globe à montrer le Nouveau Monde, devant le globe de Hunt-Lenox dont il serait le prototype. Il est également connu pour l'interprétation contestée qu'en a faite son découvreur Stefaan Missinne, qui l'attribue à Léonard de Vinci.

## Historique de découverte
La découverte du globe en œuf d'autruche est annoncée en août 2013 dans le journal The Portolan par le chercheur et collectionneur belge Stefaan Missinne, membre de la Royal Geographical Society établi en Autriche. Selon le récit de Missinne, son propriétaire, présenté comme anonyme, l'aurait acquis en 2012 à la Foire cartographique de Londres (London Map Fair) d'un vendeur lui ayant affirmé que l'objet aurait appartenu à une importante collection européenne pendant plusieurs décennies. Un certain nombre de sources laissent toutefois rapidement entendre que le véritable propriétaire du globe ne serait autre que Missinne lui-même, ce qui soulève des interrogations quant à un possible conflit d'intérêts. Si le collectionneur se refuse dans un premier temps à tout commentaire sur la question, il finit par amender sa version et reconnaît être le possesseur de l'objet : il précise qu'il l'a découvert au cours de cette foire « par pure chance », l'artéfact ayant été présenté à l'origine comme un scrimshaw du XIXe siècle.
Après deux publications sur le globe en 2015 et 2017, Missinne l'analyse plus en détail dans l'ouvrage The Da Vinci Globe, publié chez Cambridge Scholars Publishing (en) en 2018.

## Description

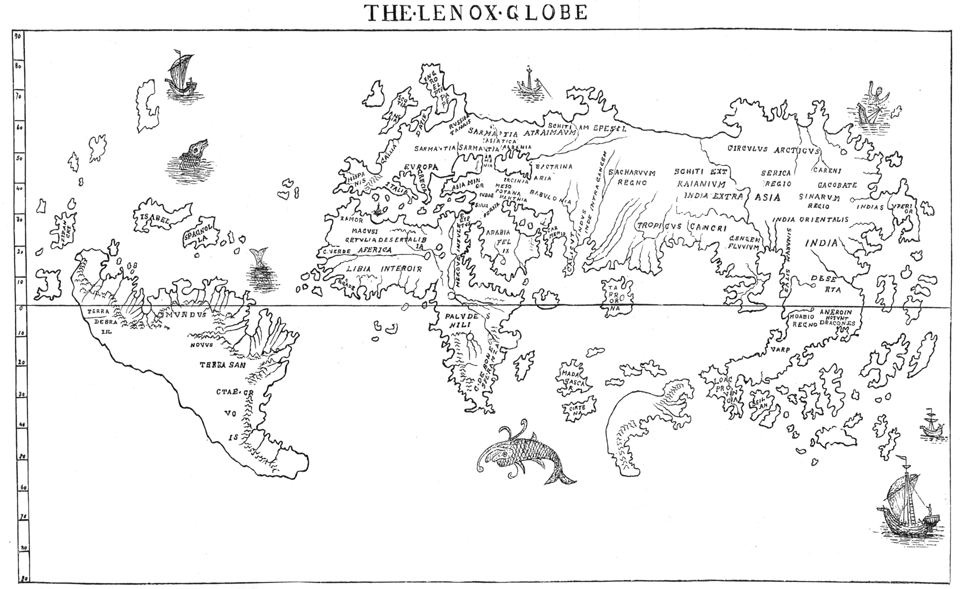
Carte du monde d'après le globe de Hunt-Lenox, jumeau du globe en œuf d'autruche.

Le globe, d'un diamètre d'environ 11,1 cm pour une masse de 134 grammes, est constitué de deux demi-œufs d'autruche fixés l'un à l'autre par de la colle, sur lesquels est gravée une carte du monde en latin que Missinne estime être à l'échelle 1/80 000 000,. Doté d'un poids interne maintenant sa moitié sud vers le bas, il présente les continents et océans tels qu'ils étaient conçus par les Européens du début du XVIe siècle. Les contours de l'Asie, très allongés, s'inscrivent dans la tradition ptoléméenne, tandis que l'Afrique apparaît étriquée ; le Nouveau Monde se résume quant à lui à l'Est de l'Amérique du Sud — la côte ouest étant figurée par une ligne imaginaire — et à quelques îles éparses en lieu et place de l'Amérique du Nord. Le globe comporte également une grande île imaginaire dans le Sud de l'océan Indien et diverses ornementations, dont des bateaux, des monstres marins et un homme en train de se noyer.
Les gravures sont accompagnées d'inscriptions en latin, qui portent sur divers éléments du globe à l'exception des mers, des océans, des méridiens et des parallèle. L'Ancien Monde est richement annoté, avec 71 noms géographiques, tandis que le continent américain est désigné par pas moins de trois noms (« Terre de la Sainte-Croix », « Nouveau Monde » et « Terre de Brazil »). Seul un nom de ville apparaît — le port de Calicut, haut lieu du commerce des épices aux Indes —, de même qu'une seule phrase, au dessus de la côte du Sud-Est asiatique : hic sunt dracones (« ici se trouvent des dragons »).

## Analyse

### Authenticité, sources et datation

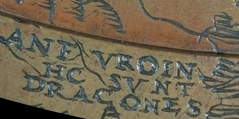
Inscription Hic sunt dracones sur le globe de Hunt-Lenox.

L'authenticité du globe semble étayée par l'apparente identité de son contenu cartographique avec celui du globe de Hunt-Lenox, un globe en cuivre du début du XVIe siècle conservé à la Bibliothèque publique de New York ; dans une moindre mesure, il est également très semblable au globe Jagellon, daté d'environ 1510 et conservé dans les collections de l'université Jagellonne de Cracovie. Le globe en œuf d'autruche et le Lenox partagent de nombreux éléments distinctifs, dont l'inscription hic sunt dracones et les trois noms associés au continent américain, qui proviennent de sources diverses — l'appellation « Terre de la Sainte-Croix » est due à Pedro Álvares Cabral, « Nouveau Monde » à Amerigo Vespucci, et « Terre de Brazil » aux commerçants portugais qui en importaient le bois-brésil. Cette quasi-gémellité conduit Missinne à suggérer que le globe en œuf d'autruche pourrait avoir servi de prototype pour mouler le Lenox,, ce qui en ferait le plus ancien globe connu à dépeindre le Nouveau Monde.

Planisphère de Cantino (1502)

Si la représentation de l'Ancien Monde sur ces deux globes semble être issue de cartes d'avant 1490, celle du Nouveau Monde reflète les connaissances géographiques de la première décennie du XVIe siècle. Le chercheur italien Leonardo Rombai situe ainsi la conception du globe en œuf d'autruche avant avril 1507 et le planisphère de Waldseemüller : en effet, la représentation de l'Amérique centrale et septentrionale sous forme de masse continentale, présente chez Waldseemüller, est absente du globe, de même que le nom America. Pour autant, le globe inclut Terre-Neuve, explorée par Jean Cabot et les frères Miguel et Gaspar Corte-Real, ainsi que les îles d'Isabella (actuelle Cuba) et d'Hispaniola, qui figurent déjà sous ces noms sur le planisphère de Cantino de 1502. En outre, la représentation de l'Amérique du Sud couvre les territoires découverts par Cabral et Vespucci, ce qui rend possible une datation vers 1504, année de publication par Vespucci de deux ouvrages à succès relatant ses voyages — d'autant que ces deux ouvrages contiennent deux des trois termes utilisés par le globe pour nommer le continent américain, « Terre de la Sainte-Croix » et « Nouveau Monde ». La date de 1504 est également avancée par Missinne sur la base de l'analyse en laboratoire de la consistance matérielle des œufs d'autruche, ainsi que d'une note manuscrite de Léonard de Vinci qu'il estime faire référence au globe (cf. infra).

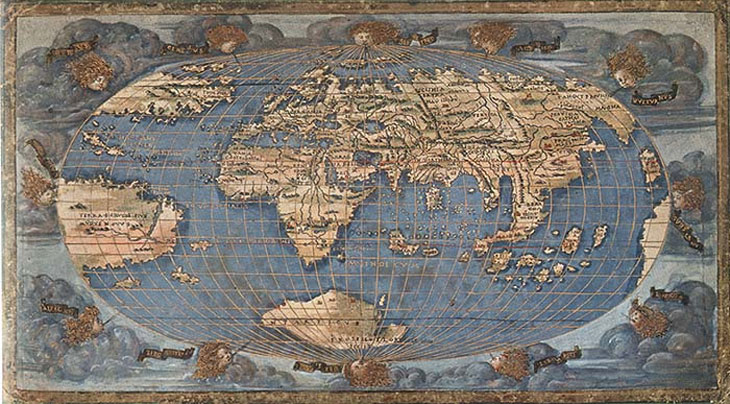
Mappemonde de Rosselli (1508).

Rombai envisage également la possibilité que le globe soit dérivé des cartes réalisées quelques années plus tard par Francesco Rosselli, dont le planisphère de Contarini de 1506, mais surtout la mappemonde ovale publiée en 1508, qui aurait été conçue au cours de cette même année 1506 et associe au continent américain la dénomination Terra S[anctae] Crucis sive Mundus Novus (« Terre de la Sainte-Croix ou Nouveau Monde »).

### Débat sur l'attribution à Léonard de Vinci

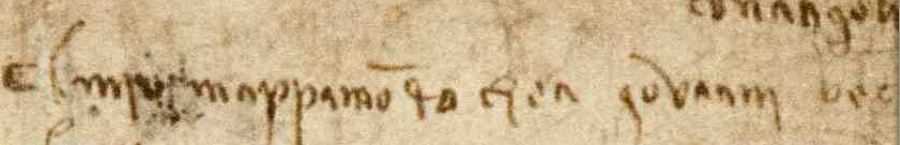
Note de Léonard dans le Codex Atlanticus, folio 331r : el mio mappamondo che ha Giovanni Benci.

Si l'authenticité du globe semble établie, il n'en va pas de même de l'hypothèse controversée de Stefaan Missinne selon laquelle son auteur ne serait autre que Léonard de Vinci. Cette conjecture, formulée par le collectionneur belge dès l'annonce de la découverte du globe en 2013 — quoique de façon moins catégorique, Missinne ne suggérant alors que de vagues liens avec l'atelier de Léonard —, est pleinement développée dans son ouvrage The Da Vinci Globe (« Le Globe de Vinci »), publié en 2018 chez Cambridge Scholars Publishing (en) et intitulé en référence au roman à succès The Da Vinci Code (« Le Code de Vinci ») de Dan Brown. À l'appui de sa thèse, Missinne met en avant divers éléments de la vie, de l'œuvre et des manuscrits de Léonard, notamment des codex Atlanticus, Arundel et Leicester, dont il estime qu'ils sont reliables au globe ou à certains de ses détails. En particulier, les écrits du maître florentin comportent plusieurs esquisses de mappemondes sphériques ou ovales, témoignage de l'intérêt qu'il portait à ce type de représentation du monde ; de plus, en 1504, il écrit par deux fois o bisogno del mio mappa del mundo che ha Benci (« j'ai besoin de ma carte du monde que détient Benci »), note que Missinne estime faire référence au globe en œuf d'autruche. Le collectionneur pense également déceler des parallèles entre le style du globe et d'autres œuvres de Léonard, tant au niveau pictural que typographique.
Cette thèse est néanmoins considérée comme insuffisamment étayée par la communauté des historiens. Ainsi, pour John W. Hessler de la bibliothèque du Congrès, « le lien avec Léonard est totalement absurde », tandis que l'historien de la cartographie Chet van Duzer (en) l'estime « ténu à l'extrême »,. Leonardo Rombai, quant à lui, juge que « les preuves apportées jusqu'à présent ne permettent pas d'avoir des certitudes »,.

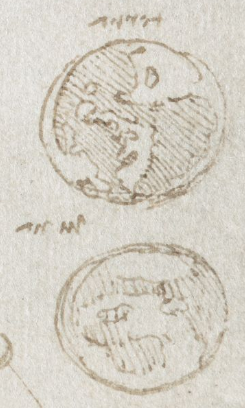
Esquisses de la Terre et de la Lune dans le Codex Arundel. Pour Missinne, le cercle inférieur ne représente pas la Lune (malgré la légende luna), mais le Nouveau Monde.

Cet avis est partagé par le chercheur Wouter Bracke, pour qui nombre d'arguments avancés par Missinne dans The Da Vinci Globe relèvent de l'« interprétation suggestive ». Par exemple, le collectionneur croit déceler dans la forme triangulaire des lettres de l'annotation « Terre de la Sainte-Croix » une possible signature de Léonard, plutôt qu'une simple tendance à l'horror vacui. De même, notant la ressemblance entre l'écriture utilisée et celle figurant au dos du Portrait de Ginevra de' Benci, il y voit la main du maître florentin, alors que ce style calligraphique est somme toute assez commun. Dans un autre passage, Missinne interprète l'inscription Assia au milieu du continent asiatique comme désignant la ville marchande de Kashgar, tout en permettant un jeu de mots avec la Via Cassia qui passe près du village natal de Léonard — plutôt que comme une simple désignation de l'Asie, dont le nom n'est mentionné nulle part ailleurs sur le globe. Cette tendance surinterprétative de la part de Missinne se retrouverait dans son analyse des détails iconographiques de l'objet — l'œil d'un monstre marin illustrerait ainsi les connaissances de Léonard en anatomie oculaire — et de certains passages des manuscrits de Léonard — un dessin circulaire du folio 104r du Codex Arundel serait ainsi une esquisse du globe terrestre et non de la Lune, malgré la légende luna et le fait que le folio porte sur la relation entre le Soleil, la Terre et la Lune. Selon Bracke, ces éléments n'invalident pas nécessairement l'idée d'une implication de Léonard dans la fabrication du globe, mais constituent autant d'angles d'attaque contre cette hypothèse : de plus amples recherches seraient nécessaires pour l'étayer davantage.

### Citations originales
1. ↑  (en) « the connection with Leonardo is pure nonsense »
2. ↑  (en) « tenuous in the extreme »
3. ↑  (it) « le prove fino a ora addotte non consentono di avere certezze »
4. ↑  (en) « suggestive interpretation »